# Les Essarts-lès-Sézanne
Les Essarts-lès-Sézanne är en kommun i departementet Marne i regionen Grand Est (tidigare regionen Champagne-Ardenne) i nordöstra Frankrike. Kommunen ligger i kantonen Esternay som tillhör arrondissementet Épernay. År 2022 hade Les Essarts-lès-Sézanne 242 invånare.

## Befolkningsutveckling
Antalet invånare i kommunen Les Essarts-lès-Sézanne
| Referens: INSEE |